# Nacionalni park Kilimandžaro
Nacionalni park Kilimandžaro tanzanijski je nacionalni park. Nalazi se 330 km južno od ekvatora i u blizini regije Moshi. Park uključuje cijelu planinu Kilimandžaro iznad granice drveća te okolni planinski šumski pojas iznad 1820 m i najviši vrh Afrike (5895 mnm). Prostire se na površini od 1688 km2. Njime upravlja Uprava nacionalnih parkova Tanzanije, a osnovan je 1973. godine.
Nacionalni park Kilimandžaro je otvoren je za javnost 1977., a 1987. godine upisan je na UNESCO-ov popis mjesta svjetske baštine u Africi zbog zaštite brojnih vrsta sisavaca koji žive u parku, a od kojih su mnogi ugrožene vrste.

## Povijest
Početkom 20. stoljeća, njemačka kolonijalna vlada proglasila je planinu Kilimandžaro i okolne šume rezervatom divljači. Godine 1921. proglašen je šumskim rezervatom, a 1973. godine je planina iznad granice drveća ponovno klasificirana kao nacionalni park. Park je 1987. godine Organizacija Ujedinjenih naroda za obrazovanje, znanost i kulturu proglasila mjestom svjetske baštine. Godine 2005., park je proširen na cijelu planinsku šumu, koja je bila dio šumskog rezervata Kilimandžaro.
Park je generirao 51 000 000 američkih dolara prihoda u 2013. godini  (drugi među svim tanzanijskim nacionalnim parkovima), a bio je jedan od samo dva tanzanijska nacionalna parka koji su ostvarili višak tijekom proračuna 2012./2013. godine. TANAPA je izvijestila da je park zabilježio 58 460 turista tijekom proračunske godine 2012. – 2013., od kojih su 54 584 bili stranci. Od 57 456 turista parka tijekom proračunske godine 2011. – 2012., 16 425 je pješačilo planinom, što je znatno ispod kapaciteta od 28 470 kako je navedeno u Općem planu upravljanja parka.

## Bioraznolikost
Najniža zona parka je uglavnom iskrčena i koristi se za poljoprivredu. Od divljih životinja, preživjele su galagiji i sitnopjegavi genet (Genetta), vrsta cibetke. 
Šuma iznad je regija s najbogatijim vrstama na Kilimandžaru. Osim kilimandžarskog balzama (Impatiens kilimanjari), ovdje rastu lišajevi, albizije, paprati i begonije. Afrički bivoli nalaze se u planinskim šumama, a povremeno i u močvarnim područjima i travnjacima. Slonovi se mogu pronaći između rijeka Namwai i Tarakia, a ponekad se pojavljuju i na višim nadmorskim visinama. U planinskim šumama mogu se naći plavi majmuni i istočni crno-bijeli kolobusi te galagiji i leopardi.
Što se više penjete, to manje biljaka i životinja nalazite. Antilope eland penju se do sedla između Kiboa i Mawenzi. U zoni vrijeska i močvara iznad granice šume rastu trave, lobelije, vrijesak i gospina trava. Glavna fauna sastoji se od prugastih voluharica i kukaca. Alpska zona dom je uglavnom paucima i kukcima; lišajevi i mahovine osiguravaju njihov opstanak. Vršno područje praktički je lišeno života.

## Galerija
- Bjelogrli gavran na Kilimandžaru.
- Planina Kilimandžaro.
- Vrh Uhuru, Kilimandžaro.
- Komemorativna ploča Ianu McKeeveru
na planini Kilimandžaro.
- Dendrosenecio kilimanjari.
- Impatiens kilimanjari u šumskom području.

## Vanjske poveznice
- Službena web stranica (engl.)
- Nacionalni park Kilimandžaro u UNESCO-voj zbirci – Google Arts and Culture